# Мойсіївка (Хіславицький район)
Мойсіївка — присілок в Хіславицькому районі Смоленської області Росії.
Розташовувалася в південно-західній частині області в 18 км на південний схід від Хиславичів, в 25 км на захід від автодороги А141 Орел — Вітебськ, на березі річки Гориста. У 25 км на схід від села розташована залізнична станція Крапивенский на лінії Смоленськ — Рославль. Входила до складу Печерського сільського поселення.
Станом на 2007 рік немає постійного населення, після цього в 2010 році за указом Смоленської обласної Думи № 393 «Про скасування окремих територіальних одиниць Смоленської області» Мойсіївка, як населений пункт, була скасована.